# Oreochromis
Oreochromis è un genere di pesci ossei d'acqua dolce appartenente alla famiglia Cichlidae.

## Distribuzione e habitat
Il genere è presente in tutta l'Africa e in alcune zone del Vicino Oriente (Israele e regioni confinanti). Alcune specie (segnatamente O. mossambicus, O. niloticus e O. aureus) sono state introdotte in tutte le aree tropicali e in parte di quelle subtropicali del mondo.

## Specie
- Oreochromis amphimelas
- Oreochromis andersonii
- Oreochromis angolensis
- Oreochromis aureus
- Oreochromis chungruruensis
- Oreochromis esculentus
- Oreochromis hunteri
- Oreochromis ismailiaensis
- Oreochromis jipe
- Oreochromis karomo
- Oreochromis karongae
- Oreochromis korogwe
- Oreochromis lepidurus
- Oreochromis leucostictus
- Oreochromis lidole
- Oreochromis macrochir
- Oreochromis mortimeri
- Oreochromis mossambicus
- Oreochromis mweruensis
- Oreochromis niloticus
- Oreochromis placidus
- Oreochromis rukwaensis
- Oreochromis saka
- Oreochromis salinicola
- Oreochromis schwebischi
- Oreochromis shiranus
- Oreochromis spilurus
- Oreochromis squamipinnis
- Oreochromis tanganicae
- Oreochromis upembae
- Oreochromis urolepis
- Oreochromis variabilis[1]